# Grande Prêmio de Detroit de 1985
Resultados do Grande Prêmio de Detroit de Fórmula 1 realizado em Detroit em 23 de junho de 1985. Sexta etapa do campeonato, foi vencido pelo finlandês Keke Rosberg, da Williams-Honda, que subiu ao pódio ladeado por Stefan Johansson e Michele Alboreto, pilotos da Ferrari.

## Resumo
Com o quarto lugar, o alemão Stefan Bellof conquistou seus últimos pontos na Fórmula 1.
Foi um dos Grandes Prêmios com maior temperatura; as máximas chegaram na casa dos 40° graus durante a corrida, o asfalto estava começando a se soltar por conta do calor, tanto que ao final da corrida, o piloto britânico Nigel Mansell desmaiou após ir para os boxes por tanto calor.

## Classificação

### Treinos oficiais
| Pos.    | Nº | Piloto             | Construtor             | Q1       | Q2       | Diferença  |
| ------- | -- | ------------------ | ---------------------- | -------- | -------- | ---------- |
| 1       | 12 | Ayrton Senna       | Lotus-Renault          | 1:42.051 |          | —          |
| 2       | 5  | Nigel Mansell      | Williams-Honda         | 1:43.249 |          | + 1.198    |
| 3       | 27 | Michele Alboreto   | Ferrari                | 1:43.748 |          | + 1.697    |
| 4       | 2  | Alain Prost        | McLaren-TAG/Porsche    | 1:44.088 |          | + 2.037    |
| 5       | 6  | Keke Rosberg       | Williams-Honda         | 1:44.156 |          | + 2.105    |
| 6       | 16 | Derek Warwick      | Renault                | 1:44.163 |          | + 2.112    |
| 7       | 23 | Eddie Cheever      | Alfa Romeo             | 1:44.231 | 2:05.540 | + 2.180    |
| 8       | 11 | Elio de Angelis    | Lotus-Renault          | 1:44.769 |          | + 2.718    |
| 9       | 28 | Stefan Johansson   | Ferrari                | 1:44.921 |          | + 2.870    |
| 10      | 7  | Nelson Piquet      | Brabham-BMW            | 1:45.194 |          | + 3.143    |
| 11      | 8  | Marc Surer         | Brabham-BMW            | 1:45.979 |          | + 3.928    |
| 12      | 1  | Niki Lauda         | McLaren-TAG/Porsche    | 1:46.266 |          | + 4.215    |
| 13      | 19 | Teo Fabi           | Toleman-Hart           | 1:46.546 |          | + 4.495    |
| 14      | 22 | Riccardo Patrese   | Alfa Romeo             | 1:46.592 |          | + 4.541    |
| 15      | 15 | Patrick Tambay     | Renault                | 1:47.028 |          | + 4.977    |
| 16      | 26 | Jacques Laffite    | Ligier-Renault         | 1:47.267 |          | + 5.216    |
| 17      | 25 | Andrea de Cesaris  | Ligier-Renault         | 1:47.393 | 2:12.268 | + 5.342    |
| 18      | 3  | Martin Brundle     | Tyrrell-Ford           | 1:47.563 |          | + 5.512    |
| 19      | 4  | Stefan Bellof      | Tyrrell-Ford           | 1:47.911 |          | + 5.860    |
| 20      | 9  | Manfred Winkelhock | RAM-Hart               | 1:47.926 |          | + 5.875    |
| 21      | 18 | Thierry Boutsen    | Arrows-BMW             | 1:48.023 |          | + 5.978    |
| 22      | 24 | Piercarlo Ghinzani | Osella-Alfa Romeo      | 1:48.546 | 2:11.268 | + 6.495    |
| 23      | 10 | Philippe Alliot    | RAM-Hart               | 1:50.455 | 2:24.814 | + 8.404    |
| 24      | 17 | Gerhard Berger     | Arrows-BMW             |          | 2:05.387 | + 23.336   |
| 25      | 29 | Pierluigi Martini  | Minardi-Motori Moderni | 3:04.446 |          | + 1:22.395 |
| Fontes: |    |                    |                        |          |          |            |

### Corrida
| Pos.    | Nº | Piloto             | Construtor             | Voltas | Tempo/Diferença | Grid | Pontos |
| ------- | -- | ------------------ | ---------------------- | ------ | --------------- | ---- | ------ |
| 1       | 6  | Keke Rosberg       | Williams-Honda         | 63     | 1:55:39.851     | 5    | 9      |
| 2       | 28 | Stefan Johansson   | Ferrari                | 63     | + 57.549        | 9    | 6      |
| 3       | 27 | Michele Alboreto   | Ferrari                | 63     | + 1:03.170      | 3    | 4      |
| 4       | 4  | Stefan Bellof      | Tyrrell-Ford           | 63     | + 1:06.225      | 19   | 3      |
| 5       | 11 | Elio de Angelis    | Lotus-Renault          | 63     | + 1:26.966      | 8    | 2      |
| 6       | 7  | Nelson Piquet      | Brabham-BMW            | 62     | + 1 volta       | 10   | 1      |
| 7       | 18 | Thierry Boutsen    | Arrows-BMW             | 62     | + 1 volta       | 21   |        |
| 8       | 8  | Marc Surer         | Brabham-BMW            | 62     | + 1 volta       | 11   |        |
| 9       | 23 | Eddie Cheever      | Alfa Romeo             | 61     | + 2 voltas      | 7    |        |
| 10      | 25 | Andrea de Cesaris  | Ligier-Renault         | 61     | + 2 voltas      | 17   |        |
| 11      | 17 | Gerhard Berger     | Arrows-BMW             | 60     | + 3 voltas      | 24   |        |
| 12      | 26 | Jacques Laffite    | Ligier-Renault         | 58     | + 5 voltas      | 16   |        |
| Ret     | 12 | Ayrton Senna       | Lotus-Renault          | 51     | Acidente        | 1    |        |
| Ret     | 3  | Martin Brundle     | Tyrrell-Ford           | 30     | Acidente        | 18   |        |
| Ret     | 10 | Philippe Alliot    | RAM-Hart               | 27     | Acidente        | 23   |        |
| Ret     | 5  | Nigel Mansell      | Williams-Honda         | 26     | Acidente        | 2    |        |
| Ret     | 2  | Alain Prost        | McLaren-TAG/Porsche    | 19     | Freios          | 4    |        |
| Ret     | 22 | Riccardo Patrese   | Alfa Romeo             | 19     | Pane elétrica   | 14   |        |
| Ret     | 16 | Derek Warwick      | Renault                | 18     | Transmissão     | 6    |        |
| Ret     | 15 | Patrick Tambay     | Renault                | 15     | Acidente        | 15   |        |
| Ret     | 29 | Pierluigi Martini  | Minardi-Motori Moderni | 11     | Motor           | 25   |        |
| Ret     | 1  | Niki Lauda         | McLaren-TAG/Porsche    | 10     | Freios          | 12   |        |
| Ret     | 19 | Teo Fabi           | Toleman-Hart           | 4      | Embreagem       | 13   |        |
| Ret     | 9  | Manfred Winkelhock | RAM-Hart               | 3      | Turbo           | 20   |        |
| Ret     | 24 | Piercarlo Ghinzani | Osella-Alfa Romeo      | 0      | Acidente        | 22   |        |
| Fontes: |    |                    |                        |        |                 |      |        |

## Tabela do campeonato após a corrida
| Pos.    | Piloto           | Pontos |
| ------- | ---------------- | ------ |
| 1       | Michele Alboreto | 31     |
| 2       | Elio de Angelis  | 24     |
| 3       | Alain Prost      | 22     |
| 4       | Stefan Johansson | 13     |
| 5       | Keke Rosberg     | 12     |
| Fontes: |                  |        |

| Pos.    | Construtor          | Pontos |
| ------- | ------------------- | ------ |
| 1       | Ferrari             | 47     |
| 2       | Lotus-Renault       | 33     |
| 3       | McLaren-TAG/Porsche | 25     |
| 4       | Williams-Honda      | 17     |
| 5       | Renault             | 12     |
| Fontes: |                     |        |

- Nota: Somente as primeiras cinco posições estão listadas. Entre 1981 e 1990 cada piloto podia computar onze resultados válidos por temporada não havendo descartes no mundial de construtores.